# Havana Club
Havana Club é uma marca de rum cubano pertencente ao grupo Pernod Ricard.

## Variedades
- Añejo Blanco
- Añejo 3 Años
- Añejo Especial
- Añejo Reserva
- Añejo 7 Años
- Añejo 15 Años - Gran Reserva
- Añejo Solera - San Cristóbal
- Extra Añejo - Máximo
- Cuban Barrel Proof